# Cyane Fossae
Cyane Fossae é uma fossa no quadrângulo de Diacria em Marte. Sua localização é centrada a 32.57° latitude norte e 120.17° longitude oeste.  Sua extensão é de 938 km e seu nome veio de uma formação de albedo clássica. 